# Eilema debilis
Eilema debilis är en fjärilsart som beskrevs av Otto Staudinger 1887. Eilema debilis ingår i släktet Eilema och familjen björnspinnare. Inga underarter finns listade i Catalogue of Life.